# 암시장

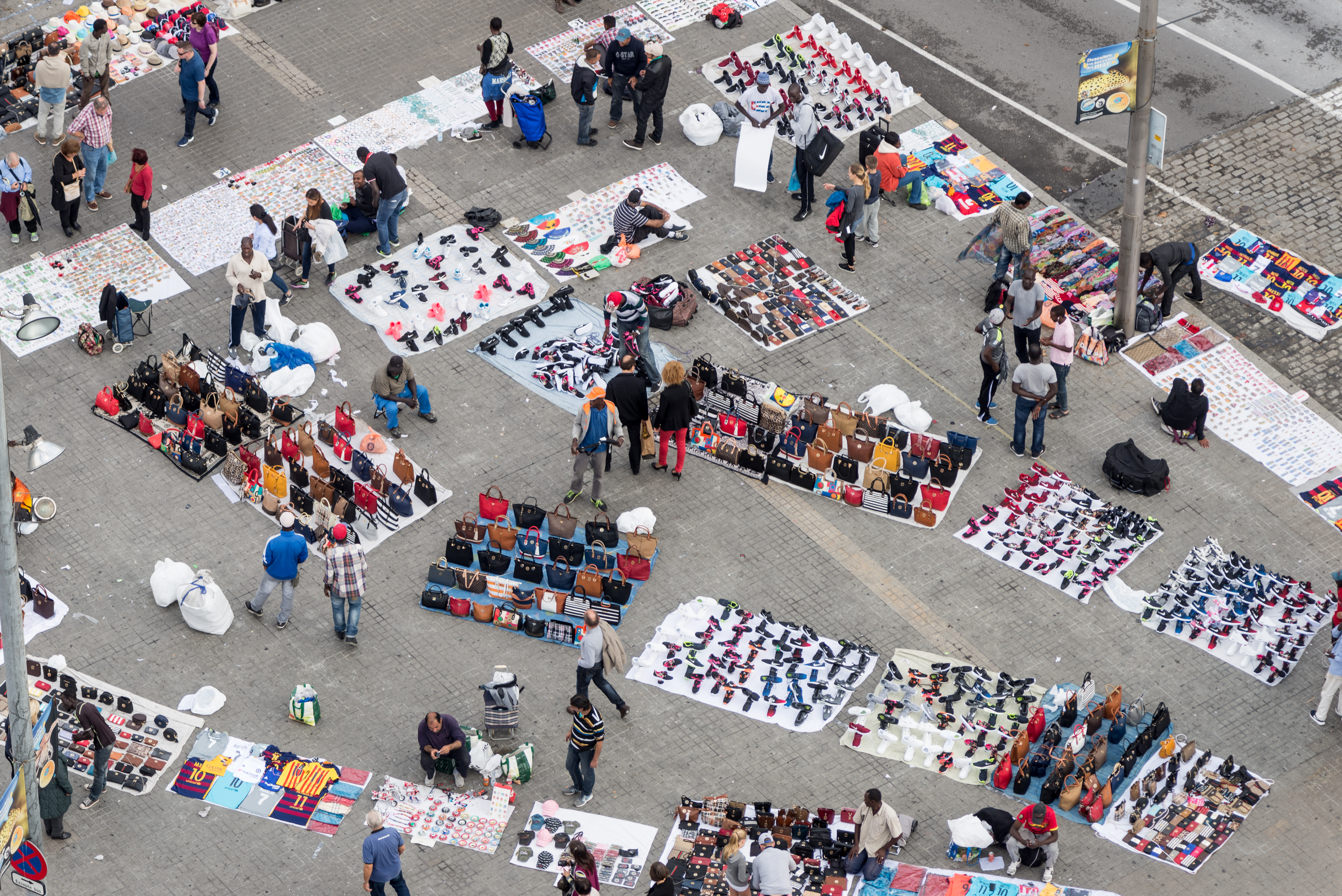
Barcelona 2015

암시장(暗市場) 또는 블랙마켓(영어: black market, underground economy, shadow economy)은 어떤 물가를 통제하는 체제 또는 물자가 부족한 상황 하에서 통제에서 벗어나 불법적인 방법으로 거래를 하는 시장을 의미한다.
검은 돈 또는 블랙머니(black money)는 소득과 기타 세금이 지불되지 않고 특정한 형태의 돈세탁으로 정당화되는, 불법 거래로 벌어들인 돈을 말한다. 블랙머니는 소득세 및 기타 세금이 납부되지 않은 불법 거래의 수익금이며, 어떤 형태의 자금 세탁을 통해서만 합법화될 수 있다. 암흑 경제의 은밀한 특성 때문에 그 규모와 범위를 파악하는 것은 불가능하다.

## 조직범죄
암시장에 종사하는 사람들은 불법이 아닌 위장 사업 뒤에 숨어 사업을 운영할 수도 있다.
지리적 위치에 따라 특정 유형의 불법 제품이 서로 거래되는 경우가 많다.

## 원인

### 전쟁
암시장은 전쟁 중에 번창한다. 총력전이나 기타 대규모 확장 전쟁에 참여하는 국가는 일반적으로 식량, 휘발유, 고무, 금속 등과 같은 전쟁 노력에 필요한 주요 자원의 사용에 제한을 가하는 경우가 많다. 그런 다음 배급품을 엄청난 가격에 공급하기 위해 암시장이 발전한다. 제2차 세계 대전 중 많은 국가에서 시행된 배급 및 가격 통제로 인해 암시장 활동이 널리 확산되었다. 전시 배급에 따른 암시장 고기 공급원 중 하나는 농부들이 실제로 발생한 것보다 더 적은 수의 가축 출산을 식품부에 신고한 것이었다. 영국의 또 다른 공급품은 영국 땅에 있는 미군 기지에만 사용하도록 의도되었지만 현지 영국 암시장으로 유출된 미국의 공급품이었다.
예를 들어, 1945년 2월 17일 영국 의회에서 의원들은 "이스트 앵글리아의 칠면조 생산분 전체가 암시장으로 나갔다"며 "[암거래에 대한] 기소는 유출을 막으려는 것과 같았다"고 말했다. 이러한 식품의 공식 가격이 너무 낮게 설정되어 생산자가 종종 암시장에서 더 높은 가격에 농산물을 판매했다고 한다. 그러한 경로 중 하나(노퍽의 디스(Diss) 시장에서 운영되는 것으로 보임)는 살아있는 가금류를 일반 대중에게 판매하는 것이었다. 각 구매자는 번식할 새를 구입하겠다고 약속하는 양식에 서명한 다음 집으로 가져가서 먹는다.
베트남 전쟁 동안 미군은 가정부 서비스와 성접대에 군 지불 증명서를 사용했다. 또한 베트남 민간인이 구하기 어려운 물건을 원할 경우 월 배급표를 가지고 있어 군용품점을 이용할 수 있는 군인 중 한 명에게서 두 배의 가격으로 구입했다.  이러한 활동은 불법임에도 불구하고, 노골적이거나 대규모 암시장 거래자들만이 군에 의해 기소되었다.

### 법률 및 규정
암시장을 창출하는 새로운 규제의 전형적인 예는 알코올 금지이다. 그러한 법이 사라지면 암시장도 사라진다. 죄악세(술, 담배 등 유해하다고 간주되는 제품에 부과되는 세금)는 암시장 공급을 증가시킬 수 있다. 마리화나 합법화에 대한 한 가지 주장은 암시장을 제거하고 해당 경제에서 발생하는 세금을 정부가 이용할 수 있게 된다는 것이다.

## 같이 보기
- 돈세탁
- 비공식 부문
- 비즈니스 윤리
- 아고라주의
- 블랙햇
- 기업 윤리
- 그레이마켓